# 哈萨克斯坦签证政策

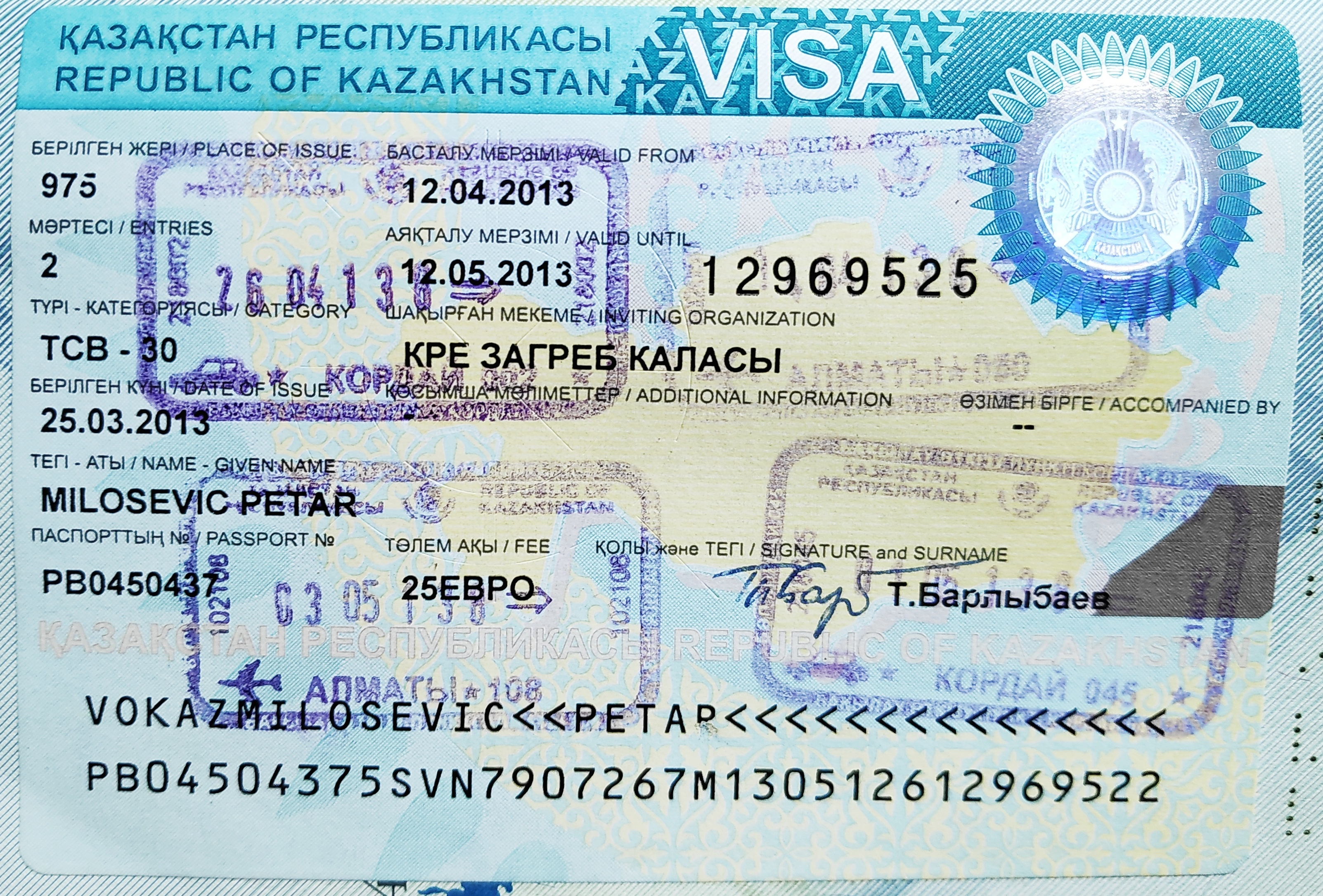
哈萨克斯坦签证及出入境章

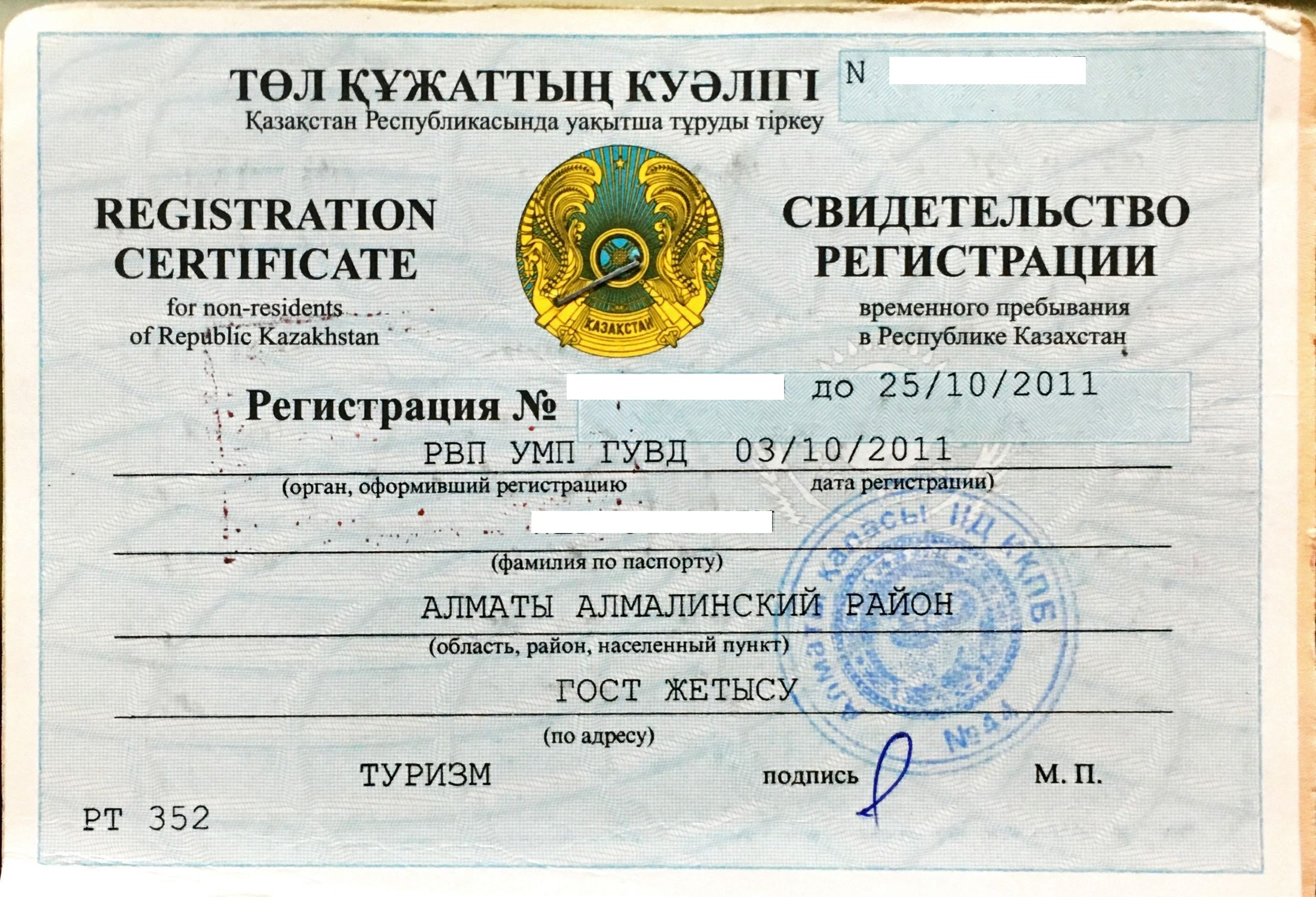
哈萨克斯坦非居民注册证书

除下述免签国外，前往哈萨克斯坦的旅客需在哈萨克斯坦驻外使馆办理签证。

## 免签证入境
下列国家和地区的公民可免签入境哈萨克斯坦：
| - 阿尔巴尼亚 - 亞美尼亞 - 白俄羅斯 - ID | - 摩尔多瓦 - 蒙古国 - 俄羅斯IP - 乌克兰 |  |

| - 阿根廷1 - 巴西1 - 中國5 - 哥伦比亚 - 2 - 馬爾地夫 | - 尼加拉瓜2 - 塞爾維亞 - 3 - 土耳其 - 阿联酋 |  |

注释
^  ID – 可使用身份證入境 

^  IP – 可使用俄羅斯內部護照入境 

1 – 一年內最多停留30天

2 – 180天內最多停留30天

3 –180天內最多停留60天，每次入境停留最多30天

4 – 180天內最多停留42天

5 – 180天內最多停留90天，每次入境停留不超过30日
 巴爾坎州的居民可免簽證進入阿特勞州和曼吉斯套州5天。

### 免签证计划
作为针对大量直接投资哈萨克斯坦的外国国家免签证政策的一部分，以下国家的公民停留时间少于30日的无需签证。該計劃最初於2014年7月15日啟動，向10個國家提供單方面免簽證入境，2015年7月，該計劃進一步擴展到總共19個國家，然後在2017年1月擴展到43個國家，在2019年9月擴展到54個國家。
| - 欧盟公民 \| - 巴林 - 加拿大 - 智利 - 哥伦比亚 - 冰島 - 印度尼西亞 - 以色列 - 日本 - 科威特 - 列支敦斯登 - 马来西亚 - 墨西哥 \| - 摩納哥 - 新西兰 - 挪威 - 阿曼 - 菲律賓 - 沙烏地阿拉伯 - 新加坡 - 瑞士 - 泰國 - 美国 - 梵蒂冈 - 越南 \| \| | |  |
| - 巴林 - 加拿大 - 智利 - 哥伦比亚 - 冰島 - 印度尼西亞 - 以色列 - 日本 - 科威特 - 列支敦斯登 - 马来西亚 - 墨西哥 | - 摩納哥 - 新西兰 - 挪威 - 阿曼 - 菲律賓 - 沙烏地阿拉伯 - 新加坡 - 瑞士 - 泰國 - 美国 - 梵蒂冈 - 越南 |  |

### 边境地区免签证政策
澳大利亚、奥地利、比利时、加拿大、克罗地亚、丹麦、芬兰、法国、德国、希腊、匈牙利、冰岛、爱尔兰、以色列、意大利、日本，列支敦士登，卢森堡，马来西亚，摩纳哥，荷兰，新西兰，挪威，葡萄牙，波兰，沙特阿拉伯，新加坡，斯洛伐克，韩国，西班牙、瑞典、瑞士、阿拉伯联合酋长国、英国和美国的国民持有效的吉尔吉斯斯坦旅游签证，可游览阿拉木图州和江布爾州的边境地区。

### 非普通护照
外交护照持有者比荷卢经济联盟、捷克共和国、丹麦、爱沙尼亚、芬兰、法国、德国、希腊、意大利、拉脱维亚、立陶宛、挪威、葡萄牙、斯洛文尼亚、西班牙、瑞士和梵蒂冈，以及持保加利亚、智利、克罗地亚、塞浦路斯、以色列、墨西哥的外交和公务类别护照的人、黑山、北马其顿、罗马尼亚、斯洛伐克和阿联酋的非普通护照持有者访问哈萨克斯坦可免签最多可停留90天，
持有埃及、波兰的外交护照的人，以及仅持有波斯尼亚和黑塞哥维那、中国、古巴的外交和公务护照的人、匈牙利、印度、印度尼西亚、伊朗、日本、约旦、巴基斯坦、菲律宾、卡塔尔、斯里兰卡、泰国、土库曼斯坦和越南的非普通护照持有者可以免签访问哈萨克斯坦最多30天。
持有联合国通行证的人可以免签访问哈萨克斯坦，在180天内最多停留30天。
2019年12月，哈萨克斯坦与哥伦比亚签署了外交和公务护照持有者免签证协议，但目前尚未生效。

## 电子签证
自2019年1月1日起，持有哈萨克斯坦移民局发出邀请函的117个国家的公民可以获得单次入境电子签证。 所有符合条件的国家/地区均可出于商务或旅游目的使用电子签证，而用于医疗目的的电子签证则适用于 23 个国家/地区。 电子签证持有者必须通过努尔苏丹·纳扎尔巴耶夫国际机场或阿拉木图国际机场抵达。

## 预先安排的落地签证
如果对方国家未设有哈萨克斯坦驻外使馆，这些没有哈萨克斯坦驻外使馆的国家的国民如果需要入境哈萨克斯坦，在抵达哈萨克斯坦时可以获得逗留长达1个月的预先安排的落地签证，费用约为80美元。前提是他们必须持有邀请函并获得哈萨克斯坦外交部的批准，且他们必须通过下列入境口岸之一入境:
- 阿克套机场
- 阿拉木图国际机场
- 阿特劳机场
- 奥拉尔阿克佐尔机场
- 努尔苏丹·纳扎尔巴耶夫国际机场

## 旅客统计
抵達哈萨克斯坦的大多數遊客來自下列國家：
| 国家     | 2017年      | 2016年      | 2015年      | 2014年      | 2013年      |
| -------- | ----------- | ----------- | ----------- | ----------- | ----------- |
|          | ▲ 3,344,577 | ▲ 2,459,757 | ▲ 2,297,180 | ▼ 2,107,177 | ▲ 2,494,568 |
| 俄羅斯   | ▲ 1,708,873 | ▼ 1,587,409 | ▼ 1,646,568 | ▼ 1,757,721 | ▲ 1,780,574 |
|          | ▼ 1,273,378 | ▼ 1,348,709 | ▲ 1,359,625 | ▼ 1,308,139 | ▼ 1,382,706 |
|          | ▲ 383,368   | ▲ 207,009   | ▲ 158,507   | ▼ 137,443   | ▲ 186,214   |
|          | ▲ 110,810   | ▲ 94,846    | ▲ 89,296    | ▼ 83,174    | ▲ 112,617   |
| 德国     | ▲ 99,396    | ▲ 90,286    | ▲ 88,346    | ▲ 79,572    | ▼ 75,491    |
| 土耳其   | ▲ 98,840    | ▼ 89,611    | ▲ 106,301   | ▲ 104,986   | ▲ 92,070    |
| 中國     | ▼ 94,817    | ▲ 117,465   | ▼ 111,706   | ▲ 228,617   | ▲ 205,066   |
| 白俄羅斯 | ▲ 70,810    | ▲ 63,520    | ▲ 62,786    | ▲ 55,356    | ▲ 55,090    |
| 乌克兰   | ▼ 66,041    | ▼ 73,390    | ▲ 97,100    | ▲ 84,932    | ▲ 82,971    |
|          | ▲ 63,249    | ▼ 63,156    | ▲ 69,230    | ▲ 66,938    | ▲ 47,711    |
|          | ▲ 30,582    | ▲ 22,276    | ▲ 22,046    | ▲ 20,445    | ▼ 16,620    |
| 美国     | ▲ 29,632    | ▼ 26,402    | ▲ 29,124    | ▲ 25,824    | ▼ 22,508    |
| 亞美尼亞 | ▲ 26,169    | ▼ 26,097    | ▼ 37,461    | ▼ 39,934    | ▲ 54,244    |
| 印度     | ▲ 21,890    | ▲ 13,975    | ▲ 11,170    | ▲ 10,725    | ▼ 9,929     |
| 英国     | ▲ 21,341    | ▼ 20,166    | ▲ 24,201    | ▲ 23,036    | ▼ 22,389    |
| 总计     | ▲ 7,701,196 | ▲ 6,509,390 | ▲ 6,430,158 | ▼ 6,332,734 | ▲ 6,841,085 |